# Валлис, Франц Венцель фон
Франц Венцель фон Валлис (собственно: Уоллис; нем. Franz Wenzel von Wallis; 4 октября 1696 — 14 января 1774, Вена) — австрийский (имперский) фельдмаршал (1754).

## Биография
Родился в 1696 году. Выходец из католической ирландской семьи Уоллис, бежавшей в начале XVII века на континент от преследования со стороны английских протестантов. Несколько поколений членов семьи Уоллес находились на австрийской военной службе (где их, на немецкий манер, именовали фон Валлисами), занимали высокие военно-административные посты.
В молодом возрасте поступил офицером в австрийскую армию. В 1716 и 1717 годах участвовал в боевых действиях против Турции, в 1720 году сражался на Сицилии. К концу 1720-х годов имел звание полковника, пользовался репутацией компетентного, подающего большие надежды офицера. В 1731 году стал командиром 59-го пехотного полка.
В ходе Войны за польское наследство сражался в Италии, был ранен в битве при Парме. В 1735 году был повышен до фельдмаршал-лейтенанта (генерал-лейтенанта). В 1738-39 годах сражался с турками. В том же году был назначен комендантом Глогау, которую быстро привёл в боеспособное состояние несмотря на небольшую численность гарнизона.
В 1740 году началась Первая Силезская война. Король Пруссии Фридрих Великий вторгся в Силезию, которую австрийцы быстро эвакуировали. В Силезии остались лишь гарнизоны Глогау и Нейсе.
В начале января 1741 года пруссаки под командованием принца Леопольда Ангальт-Дессауского достигли Глогау, после чего гарнизону было предложено сдаться, однако фон Валлис отклонил это предложение. Пруссаки осадили крепость. Второе предложение о сдаче последовало два месяца спустя — в начале марта, однако также было отклонено. В ночь с 8 на 9 марта прусские войска в полной тишине скрытно пошли на штурм крепости. Австрийские часовые проспали атаку и заметили противника лишь тогда, когда передовые прусские солдаты уже поднялись на стены. Фон Валлис попытался организовать сопротивление, однако был ранен и попал в плен.
Это, однако, не повредило карьере фон Валлиса. Вернувшись в армию, он снова получил должность в действующей армии, и уже в ноябре 1742 года отличился в бою при Лойтмерице.
Во время Второй Силезской войны он сражался на Рейне, в Оберпфальце, а затем в Богемии в армии под командованием герцога Карла Александра Лотарингского. В 1745 году сражался при Гогенфридберге.
После окончания Семилетней войны, фон Валлис был назначен австрийским главнокомандующим в Трансильвании. Занимал этот пост в 1751—1758 годах, причём в 1754 году был произведён в фельдмаршалы.
В 1765 году фон Валлис стал кавалером австрийского ордена Золотого руна.
Скончался в 1774 году в Вене.
Его сыном от брака с графиней Марией Розой Региной фон Тюргейм (1705—1777) был фельдмаршал Михаэль Иоганн фон Валлис (1732—1798). Из прочих детей (всего их было семеро), Франц Эрнст получил придворное звание камергера, а две дочери, Антония и Каролина, стали католическими монахинями-визитантками.